# Holzfeuchte

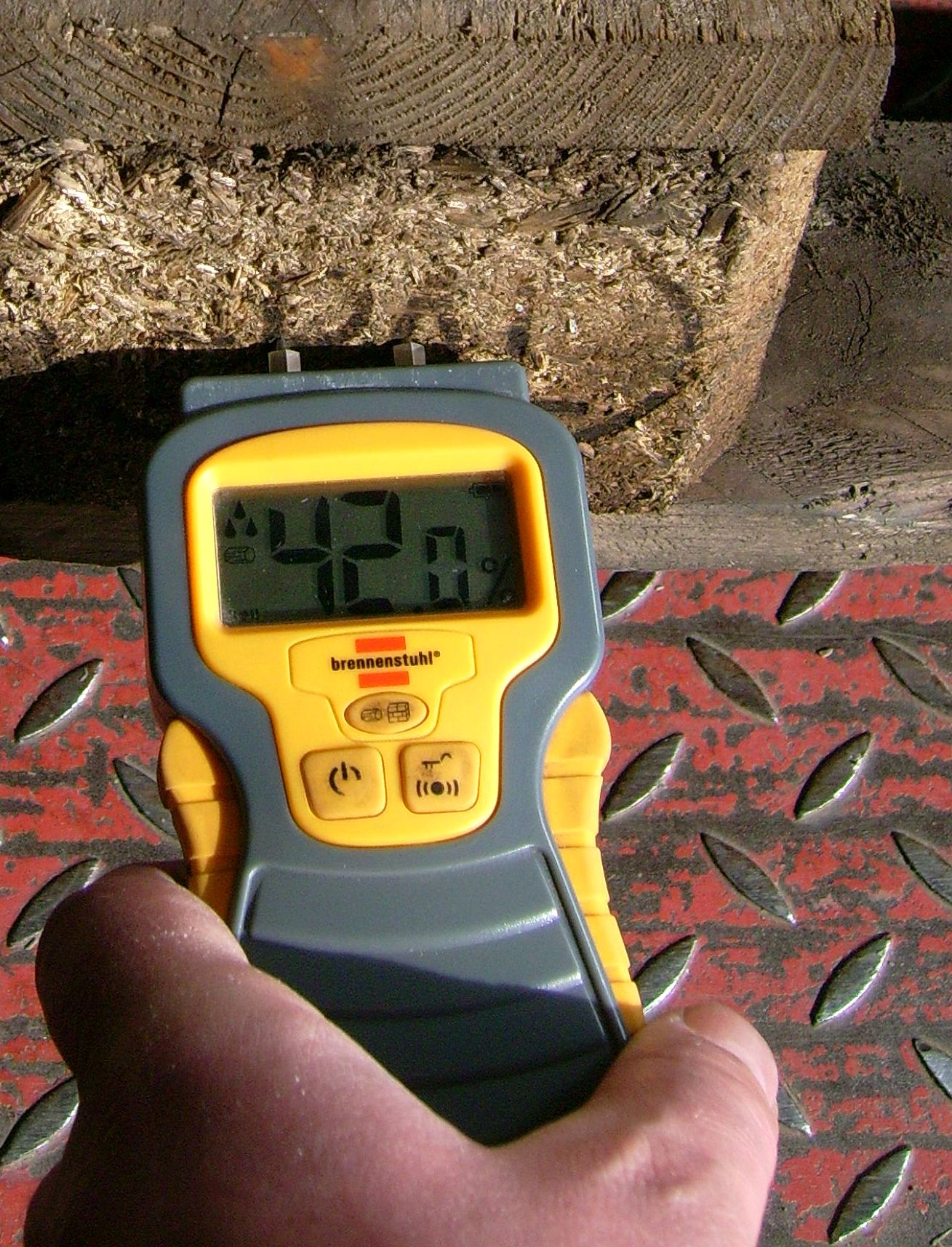
Grobe Feuchtebestimmung durch Messung des elektrischen Widerstands über zwei Nadelspitzen vorne am Gerät, die hier in den Distanzklotz einer Europalette gestochen wurden.

Als Holzfeuchte oder Holzfeuchtigkeit {\displaystyle u} wird das Verhältnis der im Holz enthaltenen Wassermasse zur Trockenmasse des Holzes in Prozent bezeichnet. Sie ist nicht zu verwechseln mit dem Wassergehalt des Holzes, welche das Verhältnis von der im Holz enthaltenen Wassermasse zur Gesamtmasse des (feuchten) Holzes in Prozent wiedergibt.
Die Holzfeuchte ist eine der wichtigsten Kenngrößen der Holzbearbeitung, da feucht verarbeitetes Holz später schwindet, wie auch für Energieholz aufgrund des stark variierenden Heizwerts. Sie ist im niedrigen Bereich von 5 bis ca. 50 % einfach mit im Handel erhältlichen Holzfeuchtemessgeräten zu bestimmen.
Ebenso hat die Holzfeuchte einen großen Einfluss auf die Gefährdung durch Holzschädlinge wie Pilze und Insekten.

## Grundlagen
Die Holzfeuchte ist eine ausschlaggebende Zustandsgröße des Werkstoffes Holz für seine technologischen und mechanischen Eigenschaften. Ändert sich der Feuchtegehalt des Holzes unterhalb der Fasersättigung, so hat dies entscheidenden Einfluss auf seine Eigenschaften, es quellt und schwindet. Holz mit hohem Feuchtegehalt kann deutlich einfacher gebogen werden (siehe Bugholz). Bei einem Feuchtegehalt über der holzartenspezifischen Fasersättigung kann Holz weitere Feuchtigkeit nur noch in Form von freiem Wasser in den Lumina seiner Zellen aufnehmen, was abgesehen von der Änderung der Dichte nur geringen Einfluss auf seine physikalischen und mechanischen Eigenschaften hat.
Holz schwindet ab einer Holzfeuchte unterhalb des Fasersättigungsbereiches, der je nach Holzart variiert. Fasersättigungsbereich bezeichnet den Feuchteanteil, bei dem das gesamte Wasser aus den Zellhohlräumen entwichen ist, so dass anschließend das in den Zellwänden gebundene Wasser abzutrocknen beginnt, wodurch sich die Zelle zusammenzieht. Dieser Schwindungs-Vorgang wird durch die Aufnahme von Wasser (z. B. bei Anstieg der Luftfeuchte) umgekehrt, das Holz quillt. Die Dimensionsänderung unterhalb des Fasersättigungsbereiches, die umgangssprachlich auch als das Arbeiten des Holzes bezeichnet wird, ist bei Verwendung im Möbelbau sowie für bauliche Zwecke, bei denen es auf Dimensionsstabilität ankommt, ungünstig. Der Feuchtebereich des Holzes bis zur Fasersättigung wird auch als hygroskopischer Bereich bezeichnet. In diesem wird Feuchtigkeit vom Holz sorptiv aufgenommen und als gebundenes Wasser in die Zellwände eingelagert. Die Sorption findet abhängig von den Bindungsarten des Wassers in drei Phasen statt, die sich teilweise überlagern und räumlich ungleichmäßig verteilt auftreten:
- Chemisorption (Physisorption) findet bei einem Feuchtigkeitsgehalt des Holzes von etwa 0 bis 6 % statt. Hierbei wird bei einer relativen Luftfeuchte von bis zu rund 20 % Feuchtigkeit als monomolekulare Schicht an die Cellulosemicellen gebunden. Wasser-Dipole richten sich dabei an negativen Polen der freiliegenden Cellulose-OH-Gruppen aus und beanspruchen aufgrund dessen ein geringeres Volumen als zuvor. Dieser chemische Vorgang findet intermicellar, also an der Oberfläche des Micellgerüsts statt, ausgehend von dessen Lockerstellen. Der Vorgang kann als molekulare Sorption betrachtet werden. Solange noch kaum kristalline Bereiche verschoben werden, vergrößert sich dabei das Volumen des Holzes noch nicht wesentlich.
- Adsorption geschieht bei 6 bis 15 % Holzfeuchte und etwa 20 % bis 60 % relativer Luftfeuchte. Die Wassermoleküle lagern sich aufgrund von elektrostatischen sowie Van-der-Waals-Kräften nun polymolekular, also in mehreren Schichten, ab, die jedoch nicht gleichmäßig verteilt auftreten. Mit zunehmender Schichtung lösen sich die Wassermoleküle von den Grenzschichten der Micellen, beginnen zu fließen und ihre Oberflächenspannung macht sich bemerkbar.
- Kapillarkondensation stellt sich von 15 % bis zur holzartenspezifischen Fasersättigung zwischen 24 % und 32 % Holzfeuchte und ab etwa 60 % relativer Luftfeuchte ein. Die Kondensation tritt in Kapillaren mit Radien von 50 nm bis 1 µm aufgrund des dort geringeren Dampfsättigungsdrucks auf. Diese sind ebenfalls ein Teil der Zellwandstruktur. Die intermicellaren und interfibrillaren Hohlräume füllen sich nun vollständig mit flüssigem Wasser. Wenn sich die Fibrillen wegen der relativ festen kristallinen Bindungen nicht weiter ausdehnen können, ist der Fasersättigungspunkt erreicht.[2]

Beim lebenden Baum weist das Splintholz deutlich höhere Holzfeuchte auf als das Kernholz, da im Splintholz unter der Rinde der Wassertransport des Baumes erfolgt.

## Bau- und Möbelholz
Das Arbeiten des Holzes aufgrund des Feuchtegehalts hat seit jeher einen großen Einfluss auf die Arbeitstechniken von Tischlern.
Da Holz in Längsrichtung kaum schwindet, sind Dachstühle und Fachwerkkonstruktionen weniger von der Schwindung des verwendeten Holzes betroffen, als etwa Blockhäuser, deren Raumhöhen sich bis zur endgültigen Trocknung der Holzstämme noch über Jahre reduzieren.
Eine Faustregel besagt, dass frisches Schnittholz pro Zentimeter Holzstärke ein Jahr gelagert werden muss, bis es zur Verwendung für Tischlerarbeiten geeignet ist. Der tatsächliche Trocknungsverlauf ist aber nicht nur vom Mikroklima vor Ort, sondern auch von der inneren Struktur der verschiedenen Holzarten abhängig. Buchenholz etwa trocknet langsamer als Fichtenholz.
Wenn zu feuchtes Holz verwendet wurde, entstehen Fugen und Risse. Die Füllungen historischer Kassettentüren weisen ebenso wie Holzfußböden gelegentlich Zentimeter-breite Spalten auf. Bei lackierten Bauteilen wurden die Spalten später oft mit Kitt aufgefüllt. Drehwüchsiges Holz verwindet sich.
Auch Jahrzehnte nach der Verarbeitung verziehen sich Holzbauteile noch oder bilden Risse aus, wenn die Raumluftfeuchte sich mit der Jahreszeit oder als Folge unterschiedlicher Beheizung der Räume verändert. Als Folge eines Wasserschadens durchfeuchtetes Parkett wirft sich auf und kann schlimmstenfalls Ziegelschichten aus einer angrenzenden Backsteinwand schieben, wenn keine ausreichende Bewegungsfuge vorgesehen wurde.
Um die Bewegung des Holzes zu minimieren, ist es wichtig, die Zielfeuchte des einzusetzenden Holzes dem Umgebungsklima anzupassen, in dem es verwendet werden soll: im Außenbereich feuchter, im Innenausbau trockener. Je nach örtlichen Klimaverhältnissen trocknet im Freien gelagertes Holz auf eine Ausgleichsfeuchte von 15 bis 18 %. In mäßig beheizten Innenräumen stellt sich eine Feuchte von rund 11 % ein. In Gebäuden mit Zentralheizung und insbesondere Fußbodenheizung werden Werte von unter 10 % erreicht.
Ein großer Vorteil moderner Holzwerkstoffe ist, dass die feuchtebedingte Dimensionsänderung etwa von Sperrholz und Spanplatten durch den um 90° versetzten bzw. unregelmäßigen Faserverlauf stark eingeschränkt wird. Die in Längsrichtung verlaufenden Fasern behindern das Quellen und Schwinden der quer zu ihnen verlaufenden Fasern. Holzwerkstoffplatten verwerfen sich kaum und Risse treten gar nicht auf.

## Absolut trocken (atro), lufttrocken (lutro), wald- und saft- bzw. fällfrisch
Im Holz, das keiner direkten Befeuchtung ausgesetzt ist (z. B. durch Bewitterung oder Erdfeuchte), stellt sich mit der Zeit eine bestimmte, von der relativen Luftfeuchtigkeit und der Temperatur abhängige Ausgleichsfeuchte ein. Dieser Zustand wird lufttrocken genannt (etwa bei trockenem Brennholz). Eine weitere Trocknung lässt sich nur durch technische Mittel erreichen, etwa durch Lagerung in beheizten Räumen oder Trockenkammern.
Bezeichnungen in der Reihenfolge des Ablaufs (abnehmende Feuchte):
- Fällfrisch oder saftfrisch ist die Bezeichnung für das Holz direkt nach der Fällung, mit ca. 60 bis 150 % Holzfeuchte. Beides nennt man Grünholz.
- Waldfrisch ist der forstfachsprachliche Ausdruck für das Holz, das nach Zwischenlagerung abtransportiert wird und eine Holzfeuchte von ca. 60 % aufweist.
- Sägefrisch ist eine handelsübliche Bezeichnung für frisch eingeschnittenes aber noch ungetrocknetes Holz.
- Lufttrocken bezeichnet den Zustand des Feuchtegleichgewichts mit der Umgebungsluft nach mehrjähriger Lagerung im Freien. Die Holzfeuchte beträgt ca. 15 %.
- Als darrtrocken wird absolut trockenes Holz (0 % Holzfeuchte) bezeichnet, das durch Trocknung bei 103 °C auf seine Trockenmasse reduziert wurde.

## Definition
Die Holzfeuchte ist definiert als prozentualer Einheitswert aus der Masse des in der Holzprobe enthaltenen Wassers (Wassermasse mw) und der Masse der wasserfreien (darrtrockenen) Holzprobe (Trockenmasse m0):
{\displaystyle u={\frac {m_{w}}{m_{0}}}\cdot 100\,\%.}
Die Definition der Holzfeuchte findet sich in der EN 13183-1 – Feuchtegehalt eines Stückes Schnittholz.
Außerdem gilt:
{\displaystyle m_{w}=m_{u}-m_{0}\quad \Leftrightarrow \quad m_{u}=m_{0}+m_{w}\quad \Rightarrow \quad u={\frac {m_{u}-m_{0}}{m_{0}}}={\frac {m_{u}}{m_{0}}}-1}
mit
- mu: Gesamtmasse der feuchten Probe (Nassgewicht)
- m0: Trockenmasse einer Normprobe gleicher Größe (Darrgewicht).

Ist das Normgewicht (spezifische Gewicht, anhand der Rohdichte) des darrtrockenen Holzes einer bestimmten Holzsorte und Qualität bekannt, so kann, mit der Menge {\displaystyle m_{w}} des entzogenen Wassers bzw. mit dem Nassgewicht {\displaystyle m_{u}}, der ursprüngliche Wasseranteil {\displaystyle u} bestimmt werden.
Die DIN 4074-1 erlaubt eine Holzfeuchte von höchstens 20 % für „trockenes Holz“. „Lufttrockenes“ Holz hat in der Regel 10–20 %. Nach DIN 1052-1 Abschn. 4.2.2 ist die im Gebrauchzustand im Mittel zu erwartenden Holzfeuchte entscheidend, die bei Bauschnittholz nach DIN 18334 3.3.1 maximal 20 % betragen sollte. Bis zu diesem Wert ist nach DIN EN 335-1 Anhang A 2.19 die Entwicklung holzzerstörender Pilze nicht zu erwarten.
| Zustand                                                 | Feuchte u               |
| ------------------------------------------------------- | ----------------------- |
| Fällfrisch                                              | bis 150 %               |
| Wassergesättigt                                         | 100 %                   |
| Waldfrisch                                              | ca. 60 %                |
| Fasersättigungsbereich                                  | 28–32 %                 |
| Der Witterung ausgesetzte Bauteile                      | 18 ±6 %                 |
| Außen überdeckt gelagert                                | 15 ±3 % (meist 15–18 %) |
| Fenster und Haustüren                                   | 12–15 %                 |
| Innenräume ohne Heizung, Holzwerkstoffe für Küchenmöbel | 12 ±3 % (meist 10–12 %) |
| Innenräume mit Ofenheizung, Wohnraummöbel               | 8–10 %                  |
| Fußböden, Parkett                                       | 5–13 %                  |
| Innenräume mit Zentralheizung, Heizkörperverkleidungen  | 6–8 %                   |
| Darrzustand                                             | 0 %                     |

| Eigenschaft                   | Eigenschaft              | Fichte      | Tanne       | Eiche (europ.) | Robinie    |
| ----------------------------- | ------------------------ | ----------- | ----------- | -------------- | ---------- |
| Holzfeuchte (in %)            | umax (saftfrisch)        | 130–160 (1) | 120–150 (1) | 70–100 (2)     | 70–100 (2) |
| Holzfeuchte (in %)            | u65 (Normalfeuchte)      | 11,9 (3)    | 11,5 (3)    | 13,0 (3)       | 11,2 (3)   |
| Dichte („Gewicht“) (in kg/m3) | entrindet, waldfrisch    | 750–850     | 800–980     | 1180–1170      |            |
| Dichte („Gewicht“) (in kg/m3) | Schnittholz, lufttrocken | 480         | 460         | 870            |            |
| Dichte („Gewicht“) (in kg/m3) | Rohdichte ρH             | 440–470     | 430–460     | 650–760        | 690–750    |

## Holzfeuchte und Wassergehalt
Die Holzfeuchte wird auf die Trockenmasse bezogen, der Wassergehalt (Feuchtegehalt) {\displaystyle w} hingegen auf die Gesamtmasse des feuchten Holzes:
{\displaystyle w={\frac {m_{w}}{m_{0}+m_{w}}}\cdot 100\,\%}
Darrtrockenes Holz hat einen Wassergehalt und eine Holzfeuchte von 0 %, bei lufttrockenem Holz liegt der Wassergehalt noch etwa bei denselben Werten wie die Holzfeuchte. Holz, dessen halbes Gewicht durch Wasser ausgemacht wird, hat 50 % Wassergehalt und wird mit 100 % Holzfeuchte bezeichnet.
Umrechnung zwischen Holzfeuchte {\displaystyle u} und Wassergehalt {\displaystyle w}:
{\displaystyle u={\frac {w}{100\%-w}}\quad \Leftrightarrow \quad w={\frac {u}{100\%+u}}}
| w in % | 05 | 10 | 15 | 20 | 25 | 30 | 35 | 40 | 45 | 50  | 55  | 60  |
| u in % | 05 | 11 | 18 | 25 | 33 | 43 | 54 | 67 | 82 | 100 | 122 | 150 |

### Beispiel
Wird bei einer Lieferung Fichten-Industrieholz ein Lutro-Gewicht (lufttrocken) von 25.000 kg gewogen
{\displaystyle m_{\text{lutro}}=m_{\text{0}}+m_{\text{w}}=25.000\,{\text{kg}}=25\,{\text{t}}}
und ein Trockengehalt von 50 % ermittelt (Wassergehalt 50 % entspricht Holzfeuchte 100 %)
{\displaystyle w={\frac {m_{\text{w}}}{m_{\text{0}}+m_{\text{w}}}}=0{,}5\quad \Rightarrow \quad m_{\text{w}}=w\cdot (m_{\text{0}}+m_{\text{w}})=12{,}5\,{\text{t}},}
so errechnet sich das Atrogewicht zu
{\displaystyle m_{\text{atro}}=m_{\text{0}}=m_{\text{w}}\cdot \left({\frac {1}{w}}-1\right)=12{,}5\,{\text{t}}.}
Dieses Gewicht dividiert durch den Bemessungsrichtwert für Fichte forstlich geliefert (vgl. Tabelle oben „Atro-Masse …“) ergibt eine Holzmenge von
{\displaystyle V={\frac {m_{\text{atro}}}{0{,}47\,\mathrm {\tfrac {t}{FMO}} }}=m_{\text{atro}}\cdot 2{,}11\,\mathrm {\tfrac {FMO}{t}} =26{,}4\,{\text{FMO}}} (Festmeter für die Weiterverarbeitung).

## Holzfeuchte-Gleichgewicht, Normalfeuchte
Holz ist hygroskopisch und reagiert somit auf Schwankungen der Luftfeuchtigkeit: Wenn die Luftfeuchtigkeit sinkt, fällt auch die Holzfeuchtigkeit, und umgekehrt. Luftfeuchtigkeit und Holzfeuchte gleichen sich in einem bestimmten Verhältnis einander an, bis Holzfeuchte- oder Sorptionsgleichgewicht (Gleichgewicht von Aufnahme und Abgabe) herrscht. Dieses Gleichgewicht stellt sich nicht spontan ein, sondern benötigt je nach Dicke des Holzes und Holzart einige Zeit.
Die Normalfeuchte uN (auch: u65) ist diejenige Holzfeuchte, die sich bei einem Normalklima (Index N) mit 20 °C und 65 % relativer Luftfeuchte einstellt. Sie ist ein Materialkennwert der Holzsorte.
Sorptionsisotherme stellen den Zusammenhang zwischen Holzfeuchtigkeit und relativer Luftfeuchtigkeit dar. Diese Diagramme werden experimentell in einem Klimaschrank oder in einem Exsikkator für eine bestimmte Temperatur erstellt.
Das Sorptionsgleichgewicht von Holz liegt beim Entzug von Wasser etwas höher als bei Wasseraufnahme. Die zwei Sorptionskurven (Sorptionsisothermen) sind also nicht deckungsgleich, sondern bilden eine Schleife (d. h. sie laufen parallel zueinander und berühren sich nur an den Endpunkten). Der Unterschied zwischen dem hygroskopischen Gleichgewicht bei Desorption und Adsorption wird als Hysterese bezeichnet.
Der Entzug von Wasser wird auch als Desorption und die Aufnahme von Wasser als Absorption bezeichnet.

## Nutzungsklasse
Die Festigkeit und Steifigkeit von konstruktiven Vollholzprodukten ändert sich mit der Holzfeuchte und der Dauer der Lasteinwirkung. Die Nutzungsklassen nach DIN EN 1995-1-1 dienen der Abschätzung des Einflusses der Holzfeuchte auf Dimensionsstabilität und statische Standfestigkeit der Gesamtkonstruktion.
Die Zuordnung zur Nutzungsklasse richtete sich nach der mittleren Feuchte im gesamten Holzquerschnitt. Demgegenüber ist für die Gebrauchsklasse auch eine nur an der Oberfläche oder lokal vorhandene Feuchte maßgeblich.
Eine eindeutige Zuordnung der Nutzungsklassen nach DIN EN 1995-1-1 zu den Gebrauchsklassen nach DIN 68800-1 ist darum nicht möglich. Es sind immer beide, Nutzungsklasse und Gebrauchsklasse festzulegen.
| Nutzungsklassen nach Eurocode 5 bzw. DIN EN 1995-1-1 2.3.1.3 | Nutzungsklassen nach Eurocode 5 bzw. DIN EN 1995-1-1 2.3.1.3 | Nutzungsklassen nach Eurocode 5 bzw. DIN EN 1995-1-1 2.3.1.3 | Nutzungsklassen nach Eurocode 5 bzw. DIN EN 1995-1-1 2.3.1.3 | entsprechend etwa         |
| Nutzungsklasse                                               | Klimabedingung | Einsatzbereich z. B.                                         | erwartete Gleichgewichtsfeuchte                              | Gebrauchsklasse DIN 68800 |
| NKL 1                                                        | Feuchtegehalt, der sich bei 20 °C Raumtemperatur einstellt, wenn die relative Luftfeuchte nur für einige Wochen im Jahr 65 % übersteigt.                                                                           | geschlossene und beheizte Konstruktionen                     | 5–15 % (meist 8–12 %)                                        | GK 1                      |
| NKL 2                                                        | Feuchtegehalt, der sich einstellt, wenn die relative Luftfeuchte nur für einige Wochen im Jahr 85 % übersteigt. | offene und überdachte Konstruktionen                         | 10–20 % (meist 13–17 %)                                      | GK 2                      |
| NKL 3                                                        | Alle Klimabedingungen, die höhere Feuchtegehalte als in Nutzungsklasse 2 ergeben. Geleimte Holzbauteile wie keilgezinktes Vollholz, Balkenschichtholz und Brettschichtholz dürfen in NK 3 nicht eingesetzt werden. | der Witterung ausgesetztes Holz                              | 12–24 %                                                      | GK 3.2                    |

Es wird davon ausgegangen, dass die Werte saisonal übers Jahr um etwa 4 % schwanken.
Die Werte von Holzwerkstoffen liegen oft um rund 3 % niedriger als angegeben. Dies gilt nicht für phenolharzgebundene Holzwerkstoffe.

## Bestimmungsmethoden
Es gibt direkte und indirekte Messverfahren zur Ermittlung der Holzfeuchte. Direkte Messverfahren verändern den Wassergehalt und sind zerstörende Messverfahren, während indirekte verfahren zerstörungsfrei sind.

### Direkte Messverfahren
Das am Häufigsten angewendete direkte Verfahren ist die Darrmethode, bei der die Holzfeuchte über den Masseverlust der Probe berechnet wird. Dazu wird zuerst die nasse Probe gewogen und später in einem Wärmeschrank bei 103 ± 2 °C bis zur Gewichtskonstanz getrocknet und wieder gewogen.
Vorteil dieser Methode ist, dass keine Kalibrierung der Messgeräte erfolgen muss und dass die Ergebnisse mit relativ hoher Wahrscheinlichkeit richtig sind. Nachteil dieser Methode ist, dass diese nicht zerstörungsfrei durchzuführen ist und dass sich durch akzessorische Stoffe im Holz Messungenauigkeiten einschleichen können. Die Durchführung diese Verfahrens ist in der DIN EN 13183-1 „Feuchtegehalt eines Stückes Schnittholz Teil 1: Bestimmung durch Darrverfahren“ geregelt. Falls eine höhere Messgenauigkeit erwartet wird, kann das aufwendige Destillations- bzw. Extraktionsverfahren zur Anwendung kommen. Dies ist aber in der Forstbranche relativ selten anzutreffen.
An Holzproben kann durch Karl-Fischer-Titration die Wassermenge sehr genau quantitativ bestimmt werden.
Weitere indirekte Messmethoden sind:
- Messung der Schwindung einer Holzprobe durch Feuchteabnahme

Diese Art der Messung ist ungenau und abhängig von Art und Genauigkeit der Ermittlung der Anfangsfeuchte.
- Wärmestrommessung oder Temperaturdifferenzverfahren

Erbringt nur eine Aussage über die Feuchteabnahme, nicht über die Holzfeuchte an sich.
- Radiometrische Messverfahren

Bei diesem Verfahren sind keine ausreichenden Erfahrungen mit dem Werkstoff Holz vorhanden.

### Indirekte Messverfahren
Die indirekten Messverfahren verändern den Wassergehalt im Holz nicht, sondern korrelieren diesen über Messgrößen wie:
- den ohmschen Widerstand bzw. die elektrische Leitfähigkeit,
- die Kapazität eines Kondensators mit Holz als Dielektrikum,
- die Masse (Gewicht),
- die Gleichgewichtsfeuchte.

Voraussetzungen aller dieser Verfahren ist eine möglichst genaue Korrelation zwischen der zu ermittelnden Holzfeuchtigkeit und der verwendeten Hilfsgröße.
Elektrische Feuchtemessverfahren haben eine weite Verbreitung in den automatisierten holzverarbeitenden Branchen. Dabei wird bei niedriger Gleichspannung eine elektrische Messung des ohmschen Widerstandes vorgenommen, anhand dessen dann auf die Holzfeuchte zurückgeschlossen werden kann. Die Messung erfolgt meist in der Trockenkammer; der ermittelte Feuchtigkeitswert wird direkt an die Regelungstechnik geschickt, um eine bestmögliche Trocknung des Holzes zu erreichen. Diese Messung des ohmschen Widerstands zur Ermittlung der Feuchtigkeit ist laut Norm von 1 % bis 30 % Holzfeuchte zulässig und in der DIN EN 13183-2 „Feuchtegehalt eines Stückes Schnittholz Teil 2: Schätzung durch elektrisches Widerstands-Messverfahren“ geregelt.
Die Feuchtemessung über die Messung der Kapazität bzw. der Dielektrizitätszahl ist in einem Bereich von 7 % bis 30 % laut DIN EN 13183-3 „Feuchtegehalt eines Stückes Schnittholz – Teil 3: Schätzung durch kapazitives Messverfahren“ anwendbar. Dieses indirekte Messverfahren wird oft bevorzugt, da es keine Beeinträchtigung des Holzes hervorruft. Bei diesem Verfahren wird eine Messelektrode, z. B. in Form eines Bügels angelegt. Die vom Bügel ausgestrahlten Hochfrequenzwellen durchdringen das Messgut bis in eine Tiefe von etwa 50 mm; durch die unterschiedlichen Dielektrizitätskonstanten von Wasser (εr = 80) und Holz (εr ≈ 23,5) kann die Feuchtemessung erfolgen. Im Gegenteil zu den vorigen Messverfahren wird bei diesem nicht die feuchteste Holzschicht als Messergebnis ausgegeben, sondern es liefert einen Mittelwert für die Holzfeuchte. Nachteilig ist aber, dass dieses Verfahren in großem Maße abhängig von der Rohdichte (ρ) des Holzes ist und diese nicht immer ausreichend berücksichtigt werden kann. Dies, wie auch der Fall, dass naheliegende Metalle an der Messelektrode liegen, können das Messergebnis verfälschen.
Es gibt des Weiteren die Möglichkeit, mit dem KEYLWERTH-Diagramm auf die konstante Holzfeuchtigkeit zu schließen. Hierfür wird die Trocknungstemperatur (T) und die konstante Feuchtetemperatur (F) benötigt. Diese Methode ist ungenau, wird aber trotzdem in der industriellen Holztrocknung eingesetzt.

## Industrie- und Brennholz
In Schleif- und Faserholzindustrie (Industrieholz) sowie im Bioenergiebereich haben sich spezielle Maßeinheiten etabliert:
- die Tonne absolut trocken (t-atro, „Atro-Tonne“) ist die Maßeinheit für die Masse einer Tonne absolut trockenen Holzes
- bei der Tonne lufttrocken (t-lutro, „Lutro-Tonne“) ist der jeweilige Wassergehalt berücksichtigt. Lufttrocken kann bei Industrieholz deutlich oberhalb der üblichen Verwendung für Bau- und Brennholz liegen und sich bis zu waldfrisch erstrecken, denn so wird der Rohstoff der industriellen Fertigung und Verarbeitung meist geliefert.

| Holzart          | AMO/FMO        | FMO/AMO        | AOO/FOO        | FOO/AOO        |
| ---------------- | -------------- | -------------- | -------------- | -------------- |
| Eiche            | 0,74 t-atro/m³ | 1,35 m³/t-atro | 0,63 t-atro/m³ | 1,59 m³/t-atro |
| Buche (Rotbuche) | 0,71 t-atro/m³ | 1,41 m³/t-atro | 0,65 t-atro/m³ | 1,53 m³/t-atro |
| Fichte / Tanne   | 0,47 t-atro/m³ | 2,11 m³/t-atro | 0,42 t-atro/m³ | 2,40 m³/t-atro |
| Pappel           | 0,40 t-atro/m³ | 2,49 m³/t-atro | 0,35 t-atro/m³ | 2,86 m³/t-atro |

mit
- AMO: Atro-Tonne, mit Rinde geliefert, ohne Rinde weiterverwendet
- AOO: Atro-Tonne, ohne Rinde geliefert, ohne Rinde weiterverwendet
- FMO: Festmeter, mit Rinde geliefert, ohne Rinde weiterverwendet
- FOO: Festmeter, ohne Rinde geliefert, ohne Rinde weiterverwendet

Aus einer Tonne, bestehend aus kompletten Fichtenbäumen, werden theoretisch 2,1 Festmeter trockener Holzwerkstoff gewonnen.

### Einfluss auf die Verbrennung
| Wassergehalt im Holz [%] | Wassergehalt im Holz [%] | 0        | 15       | 20       | 30       | 50       |
| Baumart                  | Einheit                  | Heizwert | Heizwert | Heizwert | Heizwert | Heizwert |
| ------------------------ | ------------------------ | -------- | -------- | -------- | -------- | -------- |
| Fichte, Kiefer           | kWh/kg                   | 5,20     | 4,32     | 4,02     | 3,44     | 2,26     |
| Fichte, Kiefer           | %                        | 100      | 83       | 77       | 66       | 43       |
| Buche, Eiche, Pappel     | kWh/kg                   | 5,00     | 4,15     | 3,86     | 3,30     | 2,16     |
| Buche, Eiche, Pappel     | %                        | 100      | 83       | 77       | 66       | 43       |

Die Holzfeuchte (bzw. der Wassergehalt) hat einen grundlegenden Einfluss auf den Brennwert:
- waldfrisches Brennholz hat einen Brennwert von 6,8 MJ/kg
- lufttrockenes Brennholz 14,4–15,8 MJ/kg
- thermisch getrocknete Holzpellets oder Holzbriketts 17,5–18 MJ/kg.

Bei der Verbrennung von Holz wird neben der Holzfeuchte auch Wasserdampf freigesetzt, der aus der Oxidation der Wasserstoffatome stammt, die in den Inhaltsstoffen (vor allem Cellulose, Hemicellulosen und Lignin) chemisch gebunden sind. Dieses „Verbrennungswasser“ sorgt für eine Differenz zwischen Brenn- und Heizwert: zu seiner Verdampfung (bzw. auch zur Verdampfung der flüchtigen organischen Verbindungen) wird eine spezifische Energie benötigt. Dies ist gerade jener Energieanteil, der bei Brennwertkesseln durch Rekondensation genutzt werden kann. Daher wird das zu verbrennende Holz vor der Verbrennung getrocknet, beispielsweise durch eine Hackschnitzeltrocknungsanlage.

## Holztrocknung
Durch ein geeignetes Trocknungsverfahren wird die Holzfeuchte für die jeweilige Verwendung erreicht. Die typischsten Trocknungsverfahren sind die Konvektionstrocknung, die Freilufttrocknung und die Holzvakuumtrocknung. Neben der zu erreichenden Holzfeuchte, unterscheiden sie sich in der Prozesszeit und aufzuwendende Energie, sowie in der Neigung zu Rissbildung und Verwerfung.